# Andramasina (Distrikt)

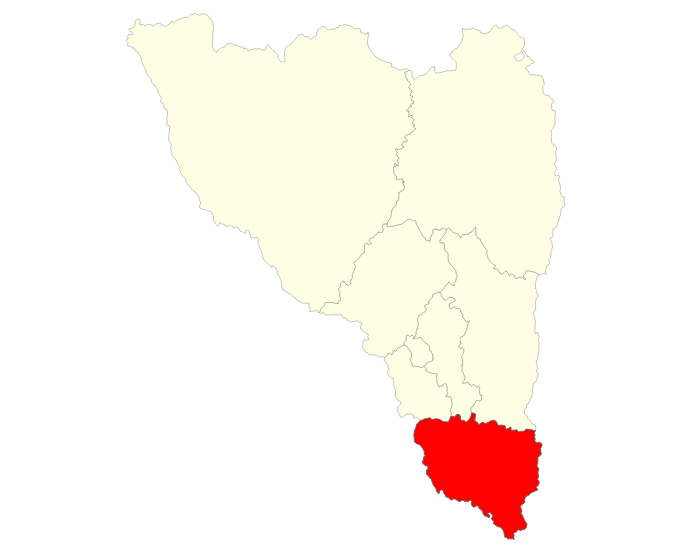
Andramasina (rot) in der Region Analamanga

Andramasina ist ein Distrikt in der Region Analamanga in Madagaskar. 2001 lebten dort auf einer Fläche von 1370 km² 139.217 Menschen. Der Hauptort des Distriktes ist Andramasina.

## Gliederung
Dem Distrikt gehören 11 Gemeinden an:
- Abohimiadana
- Alarobia Vatosola
- Alatsinainy Bakaro
- Andohariana
- Andramasina
- Anosibe Trimoloharana
- Fitsinjovana Bakaro
- Mandrosoa
- Sabotsy Ambohitromby
- Sabotsy Manjakavcahoaka
- Tankafatra